# Крюково (Борисовский район)
Крюково — село в Борисовском районе Белгородской области. Центр Крюковского сельского поселения.

## География
Село расположено в западной части Белгородской области, на реке Локне, в 4 км к северу от районного центра Борисовки.

## История

### Происхождение названия
В первых архивных документах деревня Крюково, именовавшаяся вначале Тростной, упомянута в 1642 году, когда Хотмыжский воевода Федор Пушкин (одним из предков поэта) дал выпись Знаменскому монастырю за земли, за речкой Готней. В выписке сказано, что эти земли граничат с поместной землей детей боярских Прокофия Крюкова с деревней Тростной.
Название Тростная связано, по-видимому, с тростником, росшим по берегам Локни.
К 1650-м годам прибыли царские чиновники, отвели земли селу, сделали перепись жителей и записали село Тростное Бутовской волости, Обоянского уезда.
Во время Крымской войны на юге сражались набранные из села солдаты, среди них был Крюков Алексей Никитич. Он храбро сражался и заслужил звание воеводы, кроме того, царское правительство пожаловало ему родное село, впоследствии названное его именем. Именно так деревня Тростная стала называться Крюковом. Алексей Никитич Крюков отказался быть помещиком, взял себе сто десятин земли. А впоследствии он был избран головой города Грайворона.

### Исторический очерк
Ко времени генерального межевания в начале 1680-х годов в деревне Тростной было 90 дворов и 590 душ населения, 3952 десятины земли и 4 мельницы на Локне. Служилые люди именовались однодворцами на оклады, т.е. платили подать государству в размере 1 руб 70 коп в год c каждой мужской души. Некоторые из них стали мелкопоместными помещиками: В. Мальцев, Ф. Золотарев, Д. Чигерин. Поскольку все они владели небольшим количеством земли, в том числе и граф Шереметьев, то деревня называлась однодворческой.
Небольшой Знаменский монастырь, основанный в XVIII веке на правом берегу Локни (теперь там стоит Краснокутская церковь), предназначался для Хотмыжских служилых людей, вышедших в отставку по старости, ранениям и болезни. И открыт он был по челобитной самих хотмыжан. Однако игумены монастыря Дионисий, а потом и Кириллий с братией настойчиво пытались расширить монастырские владения, путем покупки поместных земель у своих соседей жителей деревни Тростной. В дальнейшем монастырь этот был упразднен.
В 1852 году в село перевезен деревянный Васильевский храм из села Трефиловки, ныне Ракитянского района. В начале XX века приход насчитывал 1192 прихожанина. При храме существовала земская школа.
В 1904 году в Крюково появилась земская народная библиотека («книги духовного содержания, русская и иностранная беллетристика, естественно-научные»). В 1911 году в Крюково построили школу.
После установления Советской власти земля распределилась между крестьянами. В 1928 году в Крюково была организована сельскохозяйственная артель «Десятиполье». С июля 1928 года село Крюково в Борисовском районе — центр Крюковского сельсовета.
В 1993 году совхоз «Борисовский» преобразован в акционерное общество закрытого типа «Русь». В дальнейшем оно переименовано в «Сады Залесья», которое известно своими садовыми плантациями, где выращивают яблоки, груши, смородину, шпанку, черешню.
В 1997 году Крюково (462 домовладений) в Борисовском р-не — центр Крюковского сельского округа.
В 2010 году село Крюково — центр Крюковского сельского поселения Борисовского р-на.

## Население
По документам «местного исследования» осени 1884 года: Грайворонского уезда волостное село Крюково (Тростное тож) — 284 двора крестьян государственных душевых, 1608 жителей (835 мужчин, 773 женщины), грамотных 79 мужчин и 43 учащихся мальчика.
На 1 января 1932 года — 4603 жителя.
На 17 января 1979 года в селе Крюково — 809 жителей, на 12 января 1989 года — 725 (275 мужчин, 450 женщин), на 1 января 1994 года — 897 жителей, 486 хозяйств. В 1997 году в Крюково 855 жителей.
В 1999 году в селе Крюково — 865 жителей, в 2001 году — 909, в 2002 году — 897, в 2006 году — 857, в 2007 году — 900, в 2008 году — 938. 
| 2002 | 2010 |
| ---- | ---- |
| 888  | ↗919 |

## Инфраструктура
По состоянию на 1995 год в Крюково имелся медицинский пункт, Дом культуры, библиотека, 1 сентября открылась (строилась с 1992 года) новая двухэтажная школа.